# Trycherus nitidus
Trycherus nitidus es una especie de coleóptero de la familia Endomychidae.

## Distribución geográfica
Habita en Uganda y Angola.